# Esther Andreu i Fornós
Esther Andreu i Fornós   () és una lletrada, docent a la Universitat Pompeu Fabra (UPF), que exercí de secretària general del Parlament de Catalunya entre 2021 i 2022.
Llicenciada en dret per la Universitat Autònoma de Barcelona (1983), les seves principals línies d’estudi han estat les regions italianes i CEE, dret parlamentari, entitats subestatals i activitat exterior, i tècnica legislativa. Ha impartit docència a la Facultat de Dret i Estudis de Periodisme de la UPF. Esther Andreu ha publicat diferents estudis com experta en dret autonòmic a l'Institut d’Estudis Autonòmics. També fou directora de l'Oficina de l’Aran on avaluava l’impacte dels projectes i les proposicions de llei relatius a l'Aran, amb la finalitat de considerar si s'adeqüen a les característiques especials de la realitat aranesa, del seu règim jurídic i del seu marc competencial.
El juny de 2021, la presidenta del Parlament, Laura Borràs, va destituir el secretari general de la cambra, Xavier Muro, i va proposar Esther Andreu per a substituir-lo. El gener de 2022, com a secretària general del parlament Andreu va executar la retirada de l’escó del diputat de la CUP Pau Juvillà, sota l'acusació de "desobediència" per part de la Junta Electoral espanyola. El maig del mateix any, Andreu va presentar la dimissió després de la polèmica generada per no haver comunicat a la mesa del parlament que el seu fill havia participat en un procés de selecció de personal intern i havia guanyat una plaça interina d’uixer.